# Reprezentacja Brunei w rugby 7 mężczyzn
Reprezentacja Brunei w rugby 7 mężczyzn – zespół rugby 7, biorący udział w imieniu Brunei w meczach i sportowych imprezach międzynarodowych, powoływany przez selekcjonera, w którym mogą występować wyłącznie zawodnicy posiadający obywatelstwo tego kraju, mieszkający w nim, bądź kwalifikujący się ze względu na pochodzenie rodziców lub dziadków. Za jego funkcjonowanie odpowiedzialny jest Brunei Rugby Football Union, członek Asia Rugby.

## Turnieje

### Udział wmistrzostwach Azji
| Rok  | Wynik | Źródło |
| ---- | ----- | ------ |
| 2009 | 13.   |        |
| 2010 | –     |        |
| 2011 | 12.   |        |
| 2012 | –     |        |
| 2013 | –     |        |
| 2014 | –     |        |
| 2015 | –     |        |
| 2016 | –     |        |
| 2017 | –     |        |
| 2018 | –     |        |
| 2019 | –     |        |
| 2021 | –     |        |